# Isochilus bracteatus
Isochilus bracteatus är en orkidéart som först beskrevs av Juan José Martinez de Lexarza, och fick sitt nu gällande namn av Mario Adolfo Espejo Serna och López-ferr. Isochilus bracteatus ingår i släktet Isochilus och familjen orkidéer. Inga underarter finns listade i Catalogue of Life.